# Somogysámson
Somogysámson es un pueblo ubicado en el distrito de Marcali, en el condado de Somogy, Hungría.

## Superficie
Posee una superficie de 21,77 kilómetros cuadrados.

## Demografía
Hasta 2019 la población era de 673 habitantes, con una densidad de población de 30,91 habitantes por kilómetro cuadrado.